# バーフバリ 王の凱旋
『バーフバリ 王の凱旋』（バーフバリ おうのがいせん、原題：Baahubali 2: The Conclusion）は、2017年に公開されたインド映画。テルグ語、タミル語で撮影された全2部構成の叙事詩的映画『バーフバリシリーズ』の第2作。『バーフバリ 伝説誕生』に引き続きS・S・ラージャマウリが監督を務め、古代王国の王位継承争いの結末を描いている。前作を上回る25億ルピーの製作費をかけて、ハイデラバードのラモジ・フィルムシティで撮影された。
国内外の合計で100億ルピー以上の興行収入を記録し、インドの興行収入記録を更新して歴代1位となった。批評家・俳優を問わず映画業界から高い評価を受け、インディアン・フィルム・フェスティバル・メルボルンではテルストラ・ピープルズ・チョイス・アワードを受賞した。インド国際映画祭の「インディアン・パノラマ」部門で公開された他、英国映画協会の要請でプレミア上映が行われ、第39回モスクワ国際映画祭にも招待された。

## あらすじ

### バーフバリの旅
蛮族カーラケーヤとの戦争に勝利した後、マヒシュマティ王国では国母シヴァガミがシヴァ寺院を参詣する悪魔祓いの火の儀式が執り行われていた。その途中で象が暴れ出す騒ぎが起きるが、次期国王アマレンドラ・バーフバリが象をなだめ、シヴァガミは無事に儀式を終える。民衆がバーフバリを讃える声が響く中、王位を逃したバラーラデーヴァの父ビッジャラデーヴァは怒り、妻シヴァガミの謀殺を息子に呼びかける。そこに王家の奴隷剣士カッタッパが現れ、バーフバリの戴冠式の日取りを報告する。ビッジャラデーヴァは息子を国王に選ばなかったシヴァガミを罵るが、謀反の心を見抜いていたカッタッパは彼らを牽制して立ち去る。
シヴァガミはバーフバリに対して戴冠式までの間、見聞を広めるために国内を巡ってくるように提案し、バーフバリはカッタッパと共に旅に出かける。旅の途中、バーフバリは河下の小国クンタラ王国の王妹デーヴァセーナの一行が盗賊団に襲撃される現場に遭遇する。剣を振るい盗賊団を撃退するデーヴァセーナの姿を見たバーフバリは心を奪われ、身分を隠して「シヴドゥ」と名乗り、彼女の従兄クマラ・ヴァルマの使用人となりクンタラ王国に向かう。

### クンタラ王国
バーフバリは軟弱な青年を装いクマラの側に仕えるが、猪狩りの際にクマラの手柄に見せかけて猪を仕留める姿を見たデーヴァセーナは、彼に興味を抱く。そのころ、部下からバーフバリの動向を知らされたバラーラデーヴァは、デーヴァセーナの肖像画を見て彼女に一目惚れし、バーフバリから彼女を奪い取ろうと考える。バラーラデーヴァからその願いを聞いたシヴァガミは、王位を継ぐことができなかった実の息子に対する負い目もあって、デーヴァセーナの輿入れを実現させることを誓う。シヴァガミは、クンタラ王国に莫大な財宝を贈り婚姻を申し出るが、大国の一方的な申し出に不快感を抱いたデーヴァセーナは申し出を拒否し、シヴァガミに挑発的な返書を送る。侮辱されたことに激怒したシヴァガミは開戦を決意するが、ビッジャラデーヴァの提案を受け入れ、バーフバリに彼女をマヒシュマティ王国に連行するように指示を出す。
カッタッパから婚姻の話を聞いたバーフバリは、シヴァガミが自分のために話を進めていると勘違いし、義母の気遣いに想いを寄せる。時を同じくして、賊徒ピンダリがクンタラ宮殿を襲撃し、バーフバリはカッタッパと共に応戦する。武芸に劣るクマラは女性たちと共に一室に逃げ込み怯えていたが、そこに現れたバーフバリから王族の務めを果たすように激励され、襲いかかるピンダリを相手に奮戦する。バーフバリはデーヴァセーナと共に弓を取りピンダリを射倒し、牛飼いたちと協力して堤防を決壊させ、ピンダリを一掃する。
バーフバリの活躍を見たジャヤ・ヴァルマ国王は感謝を伝え、カッタッパは彼がデーヴァセーナに想いを寄せていることを告げる。そこにシヴァガミの遣いの鷹が現れ、デーヴァセーナ連行を命じた文書が届けられる。騙されたことに激怒したデーヴァセーナはバーフバリに剣を向けるが、そこでカッタッパは彼の正体がマヒシュマティ王国の次期国王であることを明かす。バーフバリはデーヴァセーナに想いを告げ、想いを受け入れたデーヴァセーナはマヒシュマティ王国に赴くことを承諾する。

### 国母との確執
マヒシュマティ王国に到着したデーヴァセーナはシヴァガミに謁見し、無礼を謝罪する。シヴァガミはデーヴァセーナを許し、王族の一員として迎え入れるが、バーフバリとデーヴァセーナは、そこで初めて婚姻話がバラーラデーヴァのための話だったことを知る。シヴァガミは息子との誓いを守ろうとするが、デーヴァセーナはバーフバリとの結婚を望み、自分の意志を無視するシヴァガミを非難する。バーフバリは、デーヴァセーナとの「あなたの尊厳を守る」という誓いと、シヴァガミの「何者の妨げに対しても正義を貫け」という言葉に従いシヴァガミの誤りを指摘し、彼女との結婚を求める。しかし、激怒したシヴァガミはバーフバリの国王即位を取り止め、バラーラデーヴァを次の国王に指名する。
戴冠式の日。王族や民衆が詰めかける中でバラーラデーヴァが国王に即位する。次いでバーフバリの国軍最高司令官就任の宣誓が行われ、詰めかけた民衆は「バーフバリ万歳」と叫び出す。民衆の圧倒的な支持を集める姿を目の当たりにしたバラーラデーヴァとビッジャラデーヴァは、バーフバリへの敵愾心を強めていく。戴冠式からしばらく後、デーヴァセーナが懐妊し、バーフバリは「孫の顔を見れば母上の機嫌も直る」と喜ぶ。そこにシヴァガミやバラーラデーヴァたちが懐妊を祝うために訪れるが、バラーラデーヴァは「身重の妻の側にいられるように」という名目で、バーフバリを国軍最高司令官から解任する。デーヴァセーナは解任を黙認するシヴァガミを非難し、バーフバリに王位を取り戻すように求め、激怒したシヴァガミはその場を立ち去る。
デーヴァセーナはシヴァ寺院への参詣に向かうが、そこで後任の国軍最高司令官セートゥパティが参詣する女性たちの身体を撫で回す姿を目撃し、自分の身体に触れようとした彼の指を切り落としてしまう。彼女は逮捕されて裁判にかけられるが、セートゥパティの証言を取り上げ自分を有罪に追い込もうとするバラーラデーヴァを非難する。そこにバーフバリが現れてデーヴァセーナの話を聞き、その場でセートゥパティの首を斬り落とす。シヴァガミは国王や法を無視した勝手な行動に出るバーフバリに激怒し、2人を反逆罪で追放する。バーフバリはシヴァガミから受け取った宝剣を返上し、デーヴァセーナ、クマラと共に宮殿を立ち去る。

### 裏切りと死
宮殿を去ったバーフバリとデーヴァセーナは平民として暮らし始めるが、民衆は変わらず二人を敬愛したため、バラーラデーヴァとビッジャラデーヴァは危機感を募らせる。デーヴァセーナの出産を間近に控えたころ、彼女の出産を祝う民衆がバーフバリの家に集まる中、短剣を持った不審な男の姿を見たクマラは彼を尾行する。尾行した先にはバラーラデーヴァとビッジャラデーヴァがおり、クマラは二人がバーフバリ暗殺を巡り口論する姿を目撃する。バラーラデーヴァが立ち去った後、ビッジャラデーヴァはクマラに「バーフバリ暗殺を止めるためには、息子を殺すしかない」と告げ、バラーラデーヴァの暗殺を依頼する。
クマラと部下たちは、ビッジャラデーヴァの手引きで国王の居室に浸入して暗殺を決行しようとするが、待ち構えていたバラーラデーヴァの衛兵に襲われる。クマラは衛兵たちを返り討ちにするが、ビッジャラデーヴァに殺される。ビッジャラデーヴァは「バーフバリがクマラを手引きしてバラーラデーヴァを殺そうとした」と訴え、シヴァガミにバーフバリを処刑するように迫る。シヴァガミは民衆の反発を危惧して処刑を躊躇い、カッタッパにバーフバリの暗殺を命じる。カッタッパは命令を拒否してシヴァガミに翻意を促すが、「拒否するなら自分がバーフバリを殺す」と告げられ、命令を受け入れる。
バーフバリの元に「カッタッパが反逆罪で処刑される」という知らせが届き、彼はカッタッパを助け出すが、カーラケーヤに襲撃され重傷を負ってしまう。バーフバリはカッタッパを守るためカーラケーヤと戦い撃退するが、背後からカッタッパに刺される。カッタッパは、暗殺が王家の命令だったことを告げ、バーフバリは「母上を頼む」と言い残して息を引き取る。そこにバラーラデーヴァが現れ、暗殺が自身の陰謀だったことを語りながら、バーフバリの遺体を斬りつける。
カッタッパはシヴァガミに真実を告げ、息子の陰謀を見抜けなかったことを非難する。シヴァガミは後悔し、生まれたばかりの赤子と共に現れたデーヴァセーナに詫び、その赤子をマヘンドラと命名、民衆にバーフバリの死と彼の息子マヘンドラが新国王に即位することを告げる。シヴァガミはバラーラデーヴァを処刑しようとするが、バラーラデーヴァの衛兵に襲われる。カッタッパが応戦してシヴァガミとマヘンドラを逃がし、彼女はバラーラデーヴァの放った矢で負傷しながらも滝の下の世界に逃げ延びるが、出産直後で体力を消耗していたデーヴァセーナは捕まり幽閉される。王権を掌握したバラーラデーヴァは暴君となり圧政を敷き、デーヴァセーナが自分を選ばなかったことへの報復としてクンタラ王国を攻め滅ぼす。一方、シヴァガミの命を賭した願いと滝の下の世界の村人に助けられたマヘンドラは村長の妻サンガの息子シヴドゥとして成長し、マヒシュマティ王国に戻ってきた。

### 王国奪還
カッタッパから父の生涯を聞かされたマヘンドラは怒り、彼に兵士を集めるように告げ、アヴァンティカたちクンタラ王国一党や民衆と共にバラーラデーヴァに対して兵を挙げる。しかし、戦闘の中でバラーラデーヴァはジャヤを殺してデーヴァセーナを宮殿に連れ去ってしまう。バラーラデーヴァは城門を閉じてマヘンドラたちを狙い撃ちにするが、彼はヤシの木を投石機代わりにして宮殿に乗り込み、城門をこじ開ける。ビッジャラデーヴァは王家との誓いを破ったカッタッパを罵りマヘンドラを殺すように命令するが、カッタッパはシヴァガミの宣言によりマヘンドラが王位を継承したことを理由に命令を拒否する。一方、バラーラデーヴァは自身の手でバーフバリを殺せなかった怒りの心を満たすため、マヘンドラに襲いかかる。
両軍が入り乱れて戦う中、デーヴァセーナは悪魔祓いの火の儀式を執り行い、カッタッパとアヴァンティカを連れてシヴァ寺院に向かう。ビッジャラデーヴァは儀式の完遂を阻止するためシヴァ寺院に通じる橋に火をかけるが、マヘンドラとバラーラデーヴァの戦いの衝撃で黄金のバラーラデーヴァ像が崩壊し、像の頭部が橋代わりとなりデーヴァセーナはシヴァ寺院に到着する。バラーラデーヴァは殴り合いの末にマヘンドラに敗れ、デーヴァセーナが集めた小枝の山に倒れ込み、マヘンドラは剣で彼の膝を串刺しにする。そこに儀式を終えたデーヴァセーナが到着し、動けなくなったバラーラデーヴァを生きたまま焼き殺す。
バラーラデーヴァを倒したマヘンドラはアヴァンティカを王妃に迎え、デーヴァセーナやカッタッパが見守る中でマヒシュマティ国王に即位する。戴冠式が執り行われる中、黄金のバラーラデーヴァ像の頭部は河に流され、滝の下の世界に崩れ落ちていく。滝下ではマヘンドラが育ての母サンガのために安置したシヴァ神の石像が、彼の偉業を讃え続けていた。

## キャスト
※括弧内は日本語吹替
- マヘンドラ・バーフバリ、アマレンドラ・バーフバリ - プラバース（小山力也[8]）
- バラーラデーヴァ（英語版） - ラーナー・ダッグバーティ（山野井仁[8]）
- デーヴァセーナ - アヌシュカ・シェッティ（喜多村英梨[8]）
- カッタッパ - サティヤラージ（麦人[8]）
- シヴァガミ - ラムヤ・クリシュナ（杉山滋美[8]）
- ビッジャラデーヴァ - ナーサル（あべそういち[8]）
- アヴァンティカ - タマンナー・バティア（森なな子[8]）
- クマラ・ヴァルマ - スッバラージュ（渡邉隼人）
- ジャヤ・ヴァルマ - メカ・ラーマクリシュナ
- クンタラ王国宰相 - プルドヴィラージ（英語版）
- カーラケーヤ族長の弟 - チャランディープ（英語版）
- セートゥパティ - ラケシュ・ヴァーレ
- クンタラ王妃 - アシュリタ・ヴェムガンティ（天野真実）

## 作品のテーマ
2017年3月にS・S・ラージャマウリは、「何故カッタッパがバーフバリを殺したのか」が映画のテーマであると述べている。映画の宣伝コピーには、「彼が抱き上げた少年は、彼が殺した男」というカッタッパをイメージしたものが採用されている。また、ラージャマウリは『マハーバーラタ』にインスピレーションを得て製作したことも明言している。撮影監督K・K・センティル・クマールによると、映画の根底には「ムードと感情」があったという。クマールはマヒシュマティ王国には暖色、クンタラ王国には寒色、バーフバリには非飽和色を意図的に用いている。
アジム・プレジ大学教授のチャンダン・ゴワダは、「映画における社会秩序はヴァルナの秩序のように見え、バラモン・クシャトリヤ・ヴァイシャは名前のある存在として登場するが、シュードラは無名の存在となっている」と指摘し、「マヒシュマティ王国の一員としてムスリムがいることも確認できる」と述べている。批評家マヘシュ・カーティは、モジュールとイメージが『マハーバーラタ』のようなインドの叙事詩から引用されていると感じ、バーフバリを「パーンダヴァの集合体」と表現している。一方で、ゴワダは『マハーバーラタ』のような「道徳的深さや複雑さ」とは一致せず、影響は「大雑把なもの」と述べている。彼は双方のテーマを比較し、「英雄たちは挫折し、悪は美徳を返上するなど道徳的に矛盾する両者を見る。『バーフバリ』は白と黒を極め、英雄は完全に善であり、悪は純粋に悪である」と述べている。また、マヒシュマティ宮殿のシーンは『ベン・ハー』『トロイ』に類似しているが、戦闘シーンは『グリーン・デスティニー』に類似していると指摘している。
批評家たちは本作を『ライオン・キング』と比較し、共にウィリアム・シェイクスピアの『ハムレット』の翻案だと述べており、映画を観たファンからも同様の指摘がされている。インディアン・エクスプレスは両作品を比較して、共に名君の兄弟（従兄弟）である暴君に国民が苦しめられる世界を描いた物語であると批評している。名君の息子は故郷を遠く離れた土地で血筋を知らずに育ち、成長後に故郷に導かれ、名君の妃は暴君によって虐げられる。息子には補佐役がいて、自身のアイデンティティーの確立を手助けしているという類似点を紹介している。さらに両作品での父子の描写にも類似点があると指摘しており、ファーストポストは悪役のバラーラデーヴァとスカーも共に顔に傷がある点も共通していると指摘している。

## 公開
当初の公開日は2016年夏の予定だったが、前作『伝説誕生』の国際配給の準備のため11月に延期され、さらに2017年4月28日に変更された。2作品の合計製作費は25億ルピーになると推測され、2015年にラージャマウリが確認している。実際には合計製作費は43億ルピーであり、内訳は『伝説誕生』が18億ルピー、『王の凱旋』が25億ルピーとなっている。クライマックス・シーンの撮影だけで、『伝説誕生』の2倍に相当する3億ルピーがかけられている。

### 各国での公開
2017年4月27日にアラブ首長国連邦などの湾岸諸国でプレミア上映され、インドでは翌28日に公開された。アラブ首長国連邦検閲委員会のウマル・サンドゥによると、本作の検閲中に委員会メンバーから拍手が起きたという。また、英国映画協会で上映され、モスクワ国際映画祭でも上映された。インド国際映画祭の「インディアン・パノラマ」部門で上映された。4月22日、テルグ語版は検閲によってU/Aのランクが付けられ、日本ではGランクが付けられた。パキスタンでの検閲では「オール・クリア」となり、ノーカットでの上映が許可され、シンガポールでは一部の暴力的シーンが検閲によりAランクが付けられた。
本作は2D・IMAXで世界9000スクリーン以上で上映され、インドだけで6500スクリーンの上映数となり、それまでのインド映画の記録を更新した。IMAXで公開されたインド映画は、『チェイス!』『Bang Bang!』に次いで3作目となる。映画はオリジナルのテルグ語、タミル語の他、ヒンディー語とマラヤーラム語に吹き替えされて公開されている。ケララ州では395スクリーンで上映され、アメリカでは1100スクリーン、カナダでは150スクリーンで上映された。ヒンディー語版はニュージーランド、オーストラリア、フィジー諸島で上映され、タミル語版はマレーシアで上映された、パキスタンではヒンディー語版が1000スクリーン以上で上映された。
日本では12月29日に上映された。公開されたのはヴァンサン・タベロンが再編集したテルグ語インターナショナル版だが、映画の好評を受けてノーカット版の公開が計画され、2018年6月1日から公開された。10月19日からはノーカットIMAX版が公開された。ラージャマウリによると、国際市場の観客の大半はインド系住民だが、日本市場だけは観客の大半が日本人だったという。2018年10月25日、第10回京都ヒストリカ国際映画祭前夜祭では『バーフバリ 伝説誕生』（第8回にも上映）とともに上映されている。

### マーケティング

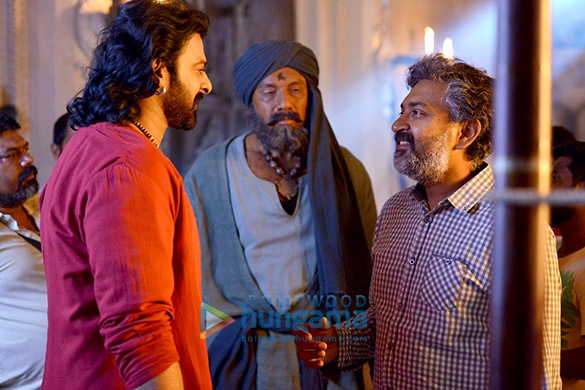
打ち合わせ中のプラバース、サティヤラージ、ラージャマウリ

2016年9月30日、「何故カッタッパはバーフバリを殺したのか」というキャッチコピーと共に「Baahubali 2」のロゴが公開された。10月22日、主演プラバースの誕生日に合わせて映画のポスターが公開された。CNNニュース18によると、このポスターでプラバースは両手に剣と鎖を持った姿で描かれており、ザ・ヒンドゥーはポスターの背後にバーフバリのバックグラウンドが描かれていると報じている。ラーナー・ダッグバーティ演じるバラーラデーヴァのポスターも、彼の誕生日に合わせて公開されている。インディアン・エクスプレスによると、バラーラデーヴァは「悪質な輝き、塩と胡椒の髪を髷で結い、雄牛の鎧を身にまとい、巨大な伸縮自在のメイスを持っている」姿で描かれている。2017年1月26日にはアヌシュカ・シェッティ演じるデーヴァセーナのポスターが公開された。3月17日に予告編が公開された。
本作はFacebook、Twitter、Instagramでも広く宣伝活動が行われた。プロデューサーのショーブ・ヤーララガッダは宣伝について、「そのアイディアは、異なることに興味がある人々の統計に従うことでした。あなたに技術があるなら、バーフバリVRは映画を観るための原動力になります。グラフィックの小説やゲームがあるなら、私たちはそれらのニーズに対応する計画も抱いていました」と述べている。2月28日には『バーフバリ』のタイトルで小説が電子配信された。ラージャマウリは、「Before the Beginning」というシリーズ作品の執筆をアナンド・ニーラカンタンに依頼しており、彼の執筆した小説は3月7日に『ザ・ライズ・オブ・シヴァガミ』として出版された。4月7日には、ラーナーやタマンナー・バティアなどのキャストが映画の衣装を着てファッションショーに登場した。4月25日にドバイでプロモーション・イベントが開催され、4月28日には「Baahubali – The Game」のタイトルでマルチオンラインゲームが発売された。

### 配給
アメリカの配給について、グレート・インディア・フィルムが権利を取得したという憶測が流れたが、同社はこの憶測を否定している。その後、アメリカ・イギリス・オーストラリア・ニュージーランドの配給権はCinestaan AAが取得し、これらの国ではヒンディー語版が公開された。タミル・ナードゥ州の配給権はスリニヴァサン・セイズ・S・ピクチャーズが取得している。ヒンディー語版はカラン・ジョーハルのダルマ・プロダクションとアニール・タダニのAAフィルムが配給権を取得している。マレーシアでは、MSKフィルム・プロダクションとアンテナ・エンターテインメントが配給権を取得した。パキスタンではアムジャード・ラシェードが配給権を取得した。テルグ語版、タミル語版、マラヤーラム語版の放送権は2億8000万ルピーで発売され、ソニーはヒンディー語版の放送権を5億ルピーで取得している。本作は公開前に放送の権利で50億ルピーの収益を挙げている。Netflixは本作の権利を2億5500万ルピーで取得している。
事前予約用のチケットは100万枚発売されたが、5月2日までに完売している。その後、公開初週のチケットも完売しており、売却率は『ダンガル きっと、つよくなる』の記録を破り過去最高を更新した。また、予約が殺到したため予約サイトに繋がらない事態も発生している。アラブ首長国連邦では、インド映画では異例の10万枚以上のチケットが販売された。最終的に、インドでは公開終了までに1億500万枚のチケットが販売され、過去最高記録を更新した。しかし、Box Office Indiaは『インドの母』『偉大なるムガル帝国』『炎』の記録が残っていないため、確定はできないとしている。

### トラブル
タミル・ナードゥ州では複数の映画館でモーニング・ショーが中止するトラブルが起きた。理由はアルカ・メディアワークスが配給権をサリ・グリーン・プロダクションに販売した後、Kプロダクションに再度販売したことにあった。サリ・グリーン・プロダクションはすでに現地の配給会社と取引をしていたが違約金を支払うことができずにおり、アルカ・メディアワークスは映画を問題なく上映させるために違約金を全額負担することになった。また、事前に様々な対策が講じられたもに関わらず、公開の数時間後には海賊版がインターネット上に違法アップロードされ、公開2日前には一部のシーンがインターネット上に流出する騒動も起きている。
カルナータカ州では一部の活動家が、カッタッパ役のサティヤラージが「過去にカーヴィリ川の水源問題で不適切な発言をした」ことを理由に、謝罪しない限り同州での公開を延期させると声明を発表し、サティヤラージが謝罪する事態が起きている。

## 評価

### 興行収入
本作は、2017年に世界興行収入ランキングで第52位にランクインした。インド国内で141億6,000万ルピー、世界市場で28億9000万ルピーの興行収入を記録した。中東・湾岸諸国では1110万ドルの興行収入を記録し、『バジュランギおじさんと、小さな迷子』の記録を更新して同地域で最も高い興行成績を収めたインド映画となった。アメリカでは、2017年5月14日の時点で1900万ドルの興行収入を記録していた。日本では2018年5月の時点で興行収入が1億5000万円を超え、9月7日の時点で2億5000万円を越えている。
公開後、インドでは1億5200万ルピー、海外では6億ルピーの興行収入を記録、公開初日に2億1700万ルピーの興行成績を収め、『帝王カバーリ』の記録を塗り替えた。公開3日で5億4000万ルピーの興行成績を収め、その内世界市場の収益は1億2500万ルピーとなっている。アメリカでは週末に1100万ドルを記録し、5月3日に1250万ドルを記録して『ダンガル きっと、つよくなる』の公開初週記録を塗り替えた。インドでは公開5日で5億6500万ルピーの興行成績を収めた。
公開2週間後には、全言語版の合計興行収入が12億5000万ルピーを超えた。公開16日後には13億3000万ルピーの興行成績を収め、その内世界市場では2億4000万ルピーを記録した。公開19日後には14億5000万ルピーの興行成績を収め、公開21日後には15億ルピーを超えた。5月23日には15億8600万ルピーの興行成績を収め、全言語版の合計興行収入が8億ルピーを超えた。公開第5週には16億5200万ルピーの興行成績を収めた。アーンドラ・プラデーシュ州とテランガーナ州では3億2790万ルピー、タミル・ナードゥ州では1億5260万ルピー、カルナータカ州では1億2900万ルピー、ケララ州では7億5000万ルピーの興行成績を収めた。

### 批評

#### インド

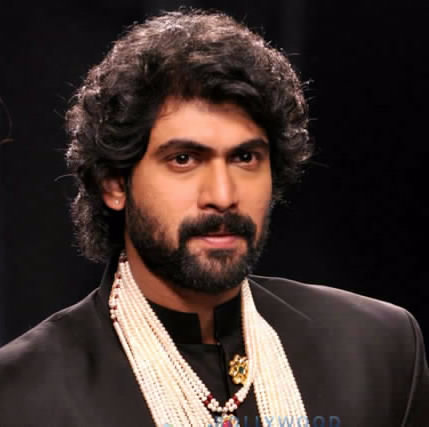
ラーナー・ダッグバーティ

本作は批評家・観客を問わず高い評価を受けている。フィルムフェアのラシード・グプタは4.5/5の星を与え、「S・S・ラージャマウリが作った待望の続編は、インド映画界が定期的に作るべき映画です。映画はインド神話や文化に匹敵する巨大な作品です。これまでに作った中では最大の映画であり、CGIには小さな不具合があるものの、恐らくあなたの人生で観ることができる最大の光景になります」と批評している。ザ・ヒンドゥーのサンジータ・デヴィ・ダンドゥーは、「ほとんどの場合、私たちは『王の凱旋』から目を離すことができません。それは可能な限り大きなスクリーンで観るべき映画として作られています」と述べている。デカン・クロニクルのアヌパマ・スバマニアンは3.5/5の星を与えキャストの演技を称賛したが、「ソリッド・プロットの欠如は、予測可能な結末になっている」と批評している。
アジアンネット・ニュースのヴィシュヌプラサード・ピライは、「真新しいものは何もない……K・V・ヴィジャエーンドラ・プラサードの脚本は、そのような大規模な叙事詩に正義を付与することに失敗している」と酷評しつつ、「会話には良いものがあり、脚本を発展させる価値はある」と付け加えている。ヒンドゥスタン・タイムズのディパジャン・シンハは3/5の星を与え、撮影手法と特殊効果を称賛したが、女性キャラクターの演出に欠陥があると指摘し、「デーヴァセーナ……保護される立場になる彼女が、素晴らしい戦士として登場してしまう」と述べている。インディアン・エクスプレスのシューブラ・グプタは2/5の星を与え、ペースと音楽に問題があると指摘し、「バックサウンドは執拗で、宣言的な対話が出てくるのは耳障りに感じる。私は耳を閉じているように感じた」と述べている。ボリウッド・ハンガマのタラン・アダルシュは4.5/5の星を与え、「それは観客のための饗宴であり、全ての世代をファンにする罠である」と批評し、キャストの演技を称賛した。
ザ・タイムズ・オブ・インディアのミーナ・ライアーは4/5の星を与え、「それを味わって下さい。それはインドが誇る視覚的な催しです。プラバースの演じる父と子は素晴らしいです。もちろん、あなたの席であなたを掴むのはCGIとVFXです」と批評している。ファーストポストのヘマント・クマールは映画を「ラージャマウリの叙事詩」と呼び、4/5の星を与えている。Rediff.comのスカニヤ・ヴェルマは3.5/5の星を与え、「壮大かつ偉大な伝統の続編。スペクタクルよりも高いドラマ性は、栄光・スリル・魔術を持つ復讐の物語である」と批評し、監督とキャストについても絶賛している。

#### 国外

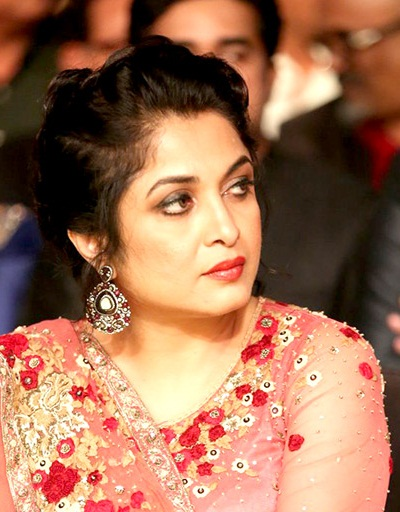
ラムヤ・クリシュナ

Rotten Tomatoesでは11件のレビューが寄せられ支持率100%、平均評価7.9/10となっている。ガーディアンのマイク・マッカラムは4.5/5の星を与え、「軽快なアクションと純粋な心が融合した、顎が落ちるほどの大ヒット映画」と表現し、「このプロダクションの勝利は、ラージャマウリの頭脳が無限の想像力を脚本に与えたこと。多くの荒れ果てたシークエンスのうち、恐らく最も驚異的なものはバーフバリとデーヴァセーナが3本の矢を放つシーン。それは愛とアクションの両方を示すシーンだ」と批評している。
ガルフ・ニュースのマヌシャ・ラジャクリシュナンは3.5/5の星を与え、「インド神話の兵士と象の壮大な戦闘シーンにあふれた素晴らしい光景」と称賛し、「映画の後半はコンピュータによって作られた映像が物語を引き継いでいますが、これはインド映画にとって新しく、そしてエキゾティックです」と批評した。スクリーン・アナーキーのJ・ハラボーは、「映画は最初の複雑なアクションの後に始まります。しかし、洞察力のある観客はすぐに物語を把握するでしょう」と批評している。インターナショナル・ビジネス・タイムズのカビタ・マハラナは4/5の星を与え、「最初のシーンから、映画は豪華な視覚効果が見れます。S・S・ラージャマウリと彼のチームは、全ての場面に細心の注意を払っています。これは視覚的に優れた初のインド映画です」と批評した。
RogerEbert.comのサイモン・エイブラムスは4/4の星を与え、「私が望むものの全ては、大予算のスーパーヒーロー映画やファンタジー映画からは得られません。戦闘シーン……創造的であり、頻繁に苦しめられるショートカットでさえCGIによって斬新に映ります。彼らはキャストに何が起きているかを気にし、ワイヤーに助けられ、CGIの動物を矢で射る」と批評している。カレージ・タイムズのアニータ・ライアーは3.5/5の星を与え、「映画で際立つのは、強力なスター俳優たちです。プラバースの演技力についてはすでに言い尽くされているが、彼は映画を維持するためのキャストです。シヴァガミ役のラムヤ・クリシュナは印象的な演技で知られていますが、この映画でその才能を証明しています。もう一人のベテラン、カッタッパ役のサティヤラージの演技も優れており、あなたは映画で彼に同情するでしょう。ラーナー・ダッグバーティはウンザリするほどの悪役で、父親役のナーサルは毒を吐くのに忙しかったが、もう少しキャラクターの肉付けができる余地があっただろう」と批評している。

### 受賞・ノミネート
| 受賞とノミネート                                         | 受賞とノミネート                           | 受賞とノミネート                                       | 受賞とノミネート | 受賞とノミネート | 受賞とノミネート |
| 映画賞                                                   | 部門                                       | 対象                                                   | 結果             | 出典             |                  |
| -------------------------------------------------------- | ------------------------------------------ | ------------------------------------------------------ | ---------------- | ---------------- | ---------------- |
| インディアン・フィルム・フェスティバル・メルボルン       | テルストラ・ピープルズ・チョイス・アワード | バーフバリ 王の凱旋                                    | 受賞             | [ 127 ]          |                  |
| グローバル・インディアン・インパクト・アイコン・アワード | NRIオブ・ザ・イヤー・アワード              | タマンナー・バティア V・ヴィジャエーンドラ・プラサード | 受賞             | [ 128 ] [ 129 ]  |                  |
| CNN-IBN インディアン・オブ・ザ・イヤー                   | エンターテインメント賞                     | バーフバリ 王の凱旋                                    | 受賞             | [ 130 ] [ 131 ]  |                  |
| ジー・テルグ・ゴールデン・アワード                       | フェイバリット・ヒーロー賞                 | プラバース                                             | ノミネート       | [ 132 ]          |                  |
| ジー・テルグ・ゴールデン・アワード                       | フェイバリット・ヒロイン賞                 | アヌシュカ・シェッティ                                 | ノミネート       | [ 132 ]          |                  |
| ジー・テルグ・ゴールデン・アワード                       | フェイバリット音楽監督賞                   | M・M・キーラヴァーニ                                   | ノミネート       | [ 132 ]          |                  |
| ジー・テルグ・ゴールデン・アワード                       | フェイバリット監督賞                       | S・S・ラージャマウリ                                   | ノミネート       | [ 132 ]          |                  |
| ジー・テルグ・ゴールデン・アワード                       | フェイバリット歌曲賞                       | 「サホーレ・バーフバリ」                               | ノミネート       | [ 132 ]          |                  |
| ジー・テルグ・ゴールデン・アワード                       | フェイバリット作品賞                       | バーフバリ 王の凱旋                                    | ノミネート       | [ 132 ]          |                  |
| 第44回サターン賞                                         | 国際映画賞                                 | バーフバリ 王の凱旋                                    | 受賞             | [ 133 ]          |                  |
| 第65回国家映画賞                                         | アクション監督賞                           | キング・ソロモン リー・ウィテカー ケチャ・カンパクディ | 受賞             | [ 134 ]          |                  |
| 第65回国家映画賞                                         | 特殊効果賞                                 | R・C・カマルカンナン                                   | 受賞             | [ 134 ]          |                  |
| 第65回国家映画賞                                         | 健全な娯楽を提供する大衆映画賞             | バーフバリ 王の凱旋                                    | 受賞             | [ 134 ]          |                  |
| 第65回フィルムフェア賞 南インド映画部門                  | テルグ語映画部門作品賞                     | バーフバリ 王の凱旋                                    | 受賞             | [ 135 ]          |                  |
| 第65回フィルムフェア賞 南インド映画部門                  | テルグ語映画部門監督賞                     | S・S・ラージャマウリ                                   | 受賞             | [ 135 ]          |                  |
| 第65回フィルムフェア賞 南インド映画部門                  | テルグ語映画部門主演男優賞                 | プラバース                                             | ノミネート       | [ 135 ]          |                  |
| 第65回フィルムフェア賞 南インド映画部門                  | テルグ語映画部門主演女優賞                 | アヌシュカ・シェッティ                                 | ノミネート       | [ 135 ]          |                  |
| 第65回フィルムフェア賞 南インド映画部門                  | テルグ語映画部門助演男優賞                 | ラーナー・ダッグバーティ                               | 受賞             | [ 135 ]          |                  |
| 第65回フィルムフェア賞 南インド映画部門                  | テルグ語映画部門助演女優賞                 | ラムヤ・クリシュナ                                     | 受賞             | [ 135 ]          |                  |
| 第65回フィルムフェア賞 南インド映画部門                  | 南インド映画部門美術賞                     | サーブ・シリル                                         | 受賞             | [ 135 ]          |                  |
| 第65回フィルムフェア賞 南インド映画部門                  | テルグ語映画部門音楽アルバム賞             | M・M・キーラヴァーニ                                   | 受賞             | [ 135 ]          |                  |
| 第65回フィルムフェア賞 南インド映画部門                  | テルグ語映画部門作詞賞                     | M・M・キーラヴァーニ「Dandaalayyaa」                   | 受賞             | [ 135 ]          |                  |
| 第65回フィルムフェア賞 南インド映画部門                  | テルグ語映画部門女性プレイバックシンガー賞 | ソーヌー、ディープ「Hamsa Naava」                      | ノミネート       | [ 135 ]          |                  |
| 第10回ミルチ音楽賞                                       | 女性歌手賞                                 | マドゥシュリー「Soja Zara」                            | ノミネート       | [ 136 ]          |                  |
| 第10回ミルチ音楽賞                                       | 有望男性歌手賞                             | カーラ・バイラヴァ「Shivam」                           | ノミネート       | [ 136 ]          |                  |
| 第1回テランガーナ・ガッダル映画賞                        | 第1位作品賞                                | 『バーフバリ 王の凱旋』                                | 受賞             | [ 137 ]          |                  |

## 反響
ラジニカーントはラージャマウリを「神の子」、本作を「インド映画の誇り」と称賛し、チランジーヴィも映画を絶賛してラージャマウリについて、この映画を製作したことは「全ての称賛に値する」と絶賛している。マヘーシュ・バットは本作を「ゲームチェンジャー」と呼び、「インド映画について理解していたことの全てを再定義する」と述べ、娘のアーリヤー・バットも「ロックバスター」と述べている。マヘーシュ・バーブは「期待を上回ものだった」と述べ、シェーカル・カプールもラージャマウリを称賛した。シャー・ルク・カーンは鑑賞前の時点で本作を絶賛し、「大きな夢を大きな映画館で大勢の観客に売るのならば、そのストーリーを大きく、大胆で、最も素敵な方法で語る勇気が必要です。ラージャマウリは、それを実現しました」と述べている。
プラバースは、シリーズの第3作が製作されないことを明言している。一方、ヤーララガッタは「私たちは、アマゾンプライムでアニメシリーズを計画しています。そして、マヒシュマティ王国のバックストーリーを描くノベライズ作品も計画しています。私たちは、シヴァガミがどのように権力の中枢に君臨したかをテレビシリーズで描きたいと思っています。ファンの皆さんが『バーフバリ』の世界に没頭するための企画を、私たちは数多く用意しています」と述べている。彼の発言をプラバースも確認し、「バーフバリの物語は終わり、第3作はありません。しかし、バーフバリの世界は、コミックシリーズとテレビシリーズを通して生き続けます」とコメントした。
本作は、2017年のインド国内のTwitterで最も話題になった映画である。また、国内のGoogleで最も検索された映画となり、世界でも7番目に検索された映画となっている。本作の成功を受け、撮影が行われたラモジ・フィルムシティのセットが観光用に開放された。